# Solandra brachycalyx
Solandra brachycalyx är en potatisväxtart som beskrevs av Carl Ernst Otto Kuntze. Solandra brachycalyx ingår i släktet Solandra och familjen potatisväxter. Inga underarter finns listade i Catalogue of Life.